# Adamantisaurus
Adamantisaurus é um género de dinossauro saurópode titanosauro do Período Cretáceo do que é hoje o Brasil, América do Sul. Sabe-se apenas de seis vértebras da cauda mas, como um saurópode, pode-se supor que este dinossauro era um animal muito grande, com um longo pescoço e cauda. Pode ter sido blindados, mas, até que mais material seja descoberto, a sua aparência exata permanecerá um mistério.
Embora este animal foram mencionadas pela primeira vez na imprensa em 1959, não foi reconhecido pela ciência até a devida descrição que foi feita pelos paleontólogos brasileiros Rodrigo Santucci e Reinaldo Bertini, em 2006. Foi o primeiro dinossauro chamado nesse ano. A única espécie ('A. mezzalirai') é nomeado em homenagem a Sergio Mezzalira, o geólogo brasileiro que originalmente encontrado o espécime e mencionado pela primeira vez em impressão. O gênero Adamantisaurus  é referente a Formação Adamantina, no estado brasileiro de São Paulo, onde o fóssil foi encontrado e também incorpora  a palavra grega 'sauros' que significa lagarto, o sufixo mais comum usado em nomes de dinossauros.
A Formação Adamantina é parte do Grupo Bauru de formações geológicas. A estratigrafia e idade exata do Grupo Bauru continuam a ser incertas, mas a Adamantina surge provavelmente entre o Turoniano e as fases iniciais do Maastrichtiano do Período Cretáceo Superior (93 a 70 milhões de anos). Partes do Adamantisaurus foram encontradas junto com outro titanosauro, o Gondwanatitan.
Como muitos titanosauros, a linhagem do Adamantisaurus é totalmente desconhecida, tornando as suas relações exata difícil de estabelecer. No entanto, as semelhanças têm sido observadas com o Aeolosaurus e o um outro titanosauro do Grupo Bauru  anteriormente conhecido como o "titanossauro de Peirópolis", agora chamado Trigonosaurus.